# Hugo von Löbbecke
Hugo von Löbbecke (16. října 1827 – 8. května 1901) byl slezský průmyslník, obchodník a majitel několika textilních závodů.

## Život
Hugo von Löbbecke byl synem bankéře Friedricha Eduarda von Löbbecke (1795–1870) a zetěm velkoprůmyslníka a průkopníka textilního průmyslu Hermanna Dietricha Lindheima (1790–1860). Jeho manželka Clementine (1831–1884), s kterou se oženil 20. listopadu 1850, byla nejstarším Lindheimovým dítětem. Friedrich Eduard von Löbbecke a Hermann Dietrich Lindheim působili nejednou v obchodních aktivitách jako společníci. Spolu například v roce 1837 vystavěli přádelny v České Skalici nebo v roce 1840 přádelny v Dolním Želaznu (něm. Nieder–Eisersdorf) v Kladsku. Po smrti Hermanna Dietricha Lindheima v roce 1860 jeho synové textilní továrny v Kladsku i v České skalici Löbbeckeovým (resp. Friedrichu Eduardovi) prodali. Hugo von Löbbecke se textilních provozů ujal a je nadále rozšiřoval, zejména v Oldřichovicích, kde přádelny nesly jeho jméno jako Ullersdorfer Flachsgarnspinnerei Hugo von Löbbecke AG.
Hugo von Löbbecke v roce 1860 odkoupil od Lindheimových také zámek v Želaznu, který v letech 1869-1871 zrekonstruoval ve stylu novobaroka. Dále zastupoval od roku 1870 syny Lindheimovy v Pražské železářské společnosti. Zemřel v roce 1901 a je pohřben v malé vesnici Wysoki Kościół severně od Vratislavi v polském Dolnoslezském vojvodství.